# Lista de prefeitos de Naviraí
Esta é a lista de prefeitos do município de Naviraí, estado brasileiro do Mato Grosso do Sul.
| Nº | Nome                                                                    | Imagem                  | Partido                                          | Início do mandato       | Fim do mandato                           | Observações                               |
| 1  | João Martins Cardoso (1933– Dourados, 24.11.2018)                       |                         | Aliança Renovadora Nacional ARENA                | 16 de maio de 1965      | 30 de janeiro de 1967                    | Prefeito nomeado pelo governo do estado.  |
| 2  | Antônio Augusto dos Anjos                                               |                         | Aliança Renovadora Nacional ARENA                | 31 de janeiro de 1967   | 30 de janeiro de 1967                    | Prefeito nomeado pelo governo do estado.  |
| 3  | João Martins Cardoso (1933– Dourados, 24.11.2018)                       |                         | Aliança Renovadora Nacional ARENA                | 31 de janeiro de 1970   | 30 de janeiro de 1973                    | Prefeito nomeado pelo governo do estado.  |
| 4  | Antônio Augusto dos Anjos                                               |                         | Aliança Renovadora Nacional ARENA                | 31 de janeiro de 1973   | 31 de janeiro de 1977                    | Prefeito nomeado pelo governo do estado.  |
| 5  | Ronald de Almeida Cançado                                               |                         | Aliança Renovadora Nacional ARENA                | 1° de fevereiro de 1977 | 31 de janeiro de 1983                    | Prefeito nomeado pelo governo do estado.  |
| 6  | Simplício Vieiro de Souza Nego                                          |                         | Partido do Movimento Democrático Brasileiro PMDB | 1° de fevereiro de 1983 | 17 de agosto de 1988                     | Prefeito eleito em sufrágio universal.    |
| 7  | José Walter de Andrade Pinto                                            |                         | Partido Democrático Trabalhista PDT              | 18 de agosto de 1988    | 31 de dezembro de 1988                   | Vice-prefeito eleito no cargo de titular. |
| 8  | Onevan José de Matos (Frutal, 17.12.1942– São Paulo, 13.11.2020)        |                         | Partido do Movimento Democrático Brasileiro PMDB | 1° de janeiro de 1989   | 31 de dezembro de 1992                   | Prefeito eleito em sufrágio universal.    |
| 9  | João Nelsi Lukenczuk                                                    |                         | Partido Trabalhista Brasileiro PTB               | 1° de janeiro de 1993   | 24 de novembro de 1994                   | Prefeito eleito em sufrágio universal.    |
| 10 | Ronald de Almeida Cançado                                               |                         | Partido da Reconstrução Nacional PRN             | 24 de novembro de 1994  | 31 de dezembro de 1996                   | Vice-prefeito eleito no cargo de titular. |
| 11 | Euclides Antônio Fabris (Nova Prata, 18.07.1936– São Paulo, 24.08.2004) |                         | Partido da Frente Liberal PFL                    | 1° de janeiro de 1997   | 31 de dezembro de 2000                   | Prefeito eleito em sufrágio universal.    |
| 11 | Euclides Antônio Fabris (Nova Prata, 18.07.1936– São Paulo, 24.08.2004) | 1° de janeiro de 2001   | Partido da Frente Liberal PFL                    | 1° de agosto de 2004    | Prefeito reeleito em sufrágio universal. |                                           |
| 12 | Alfredo Hilário Pizzatto                                                |                         | Partido da Frente Liberal PFL                    | 1° de agosto de 2004    | 31 de dezembro de 2004                   | Vice-prefeito eleito no cargo de titular. |
| 13 | Zelmo de Brida (Bom Retiro, 05.09.1944–)                                |                         | Partido Liberal PL                               | 1° de janeiro de 2005   | 31 de dezembro de 2008                   | Prefeito eleito em sufrágio universal.    |
| 13 | Zelmo de Brida (Bom Retiro, 05.09.1944–)                                | Partido da República PR | 1° de janeiro de 2009                            | 31 de dezembro de 2012  | Prefeito reeleito em sufrágio universal. |                                           |
| 14 | Leandro Peres de Matos, Léo Matos (Naviraí, 28.11.1975–)                |                         | Partido Verde PV                                 | 1° de janeiro de 2013   | 31 de dezembro de 2016                   | Prefeito eleito em sufrágio universal.    |
| 15 | José Izauri de Macedo, Dr. Izauri (Marilena, 01.01.1954–)               |                         | Democratas DEM                                   | 1° de janeiro de 2017   | 31 de dezembro de 2020                   | Prefeito eleito em sufrágio universal.    |
| 16 | Rhaiza Rejane Neme de Matos (Campo Grande, 16.09.1987–)                 |                         | Partido da Social Democracia Brasileira PSDB     | 1° de janeiro de 2021   | 31 de dezembro de 2024                   | Prefeita eleita em sufrágio universal.    |
| 17 | Rodrigo Sacuno                                                          |                         | Partido Liberal PL                               | 1° de janeiro de 2025   | Atualidade                               | Prefeito eleito em sufrágio universal.    |